# Bad Pirawarth

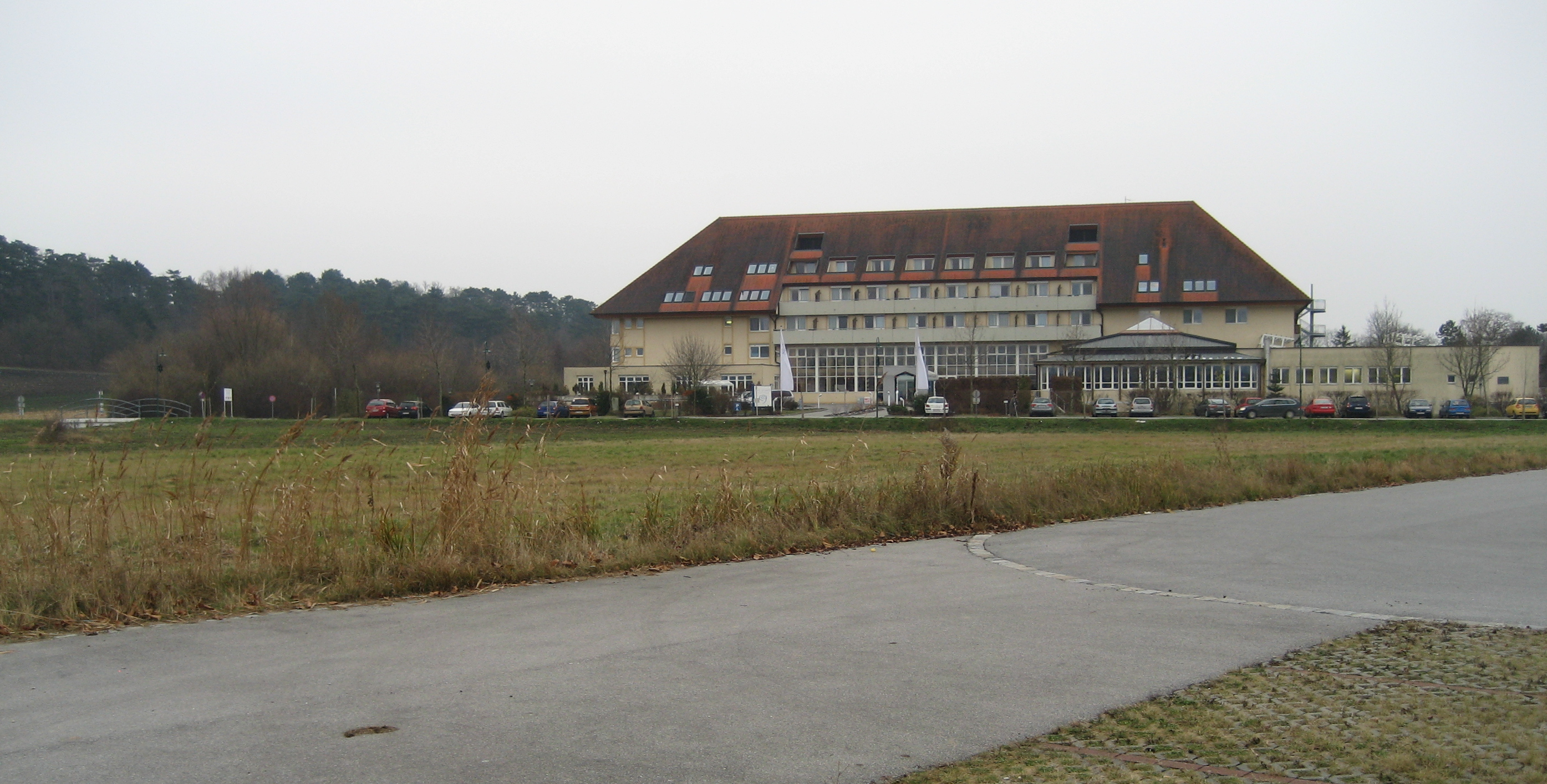

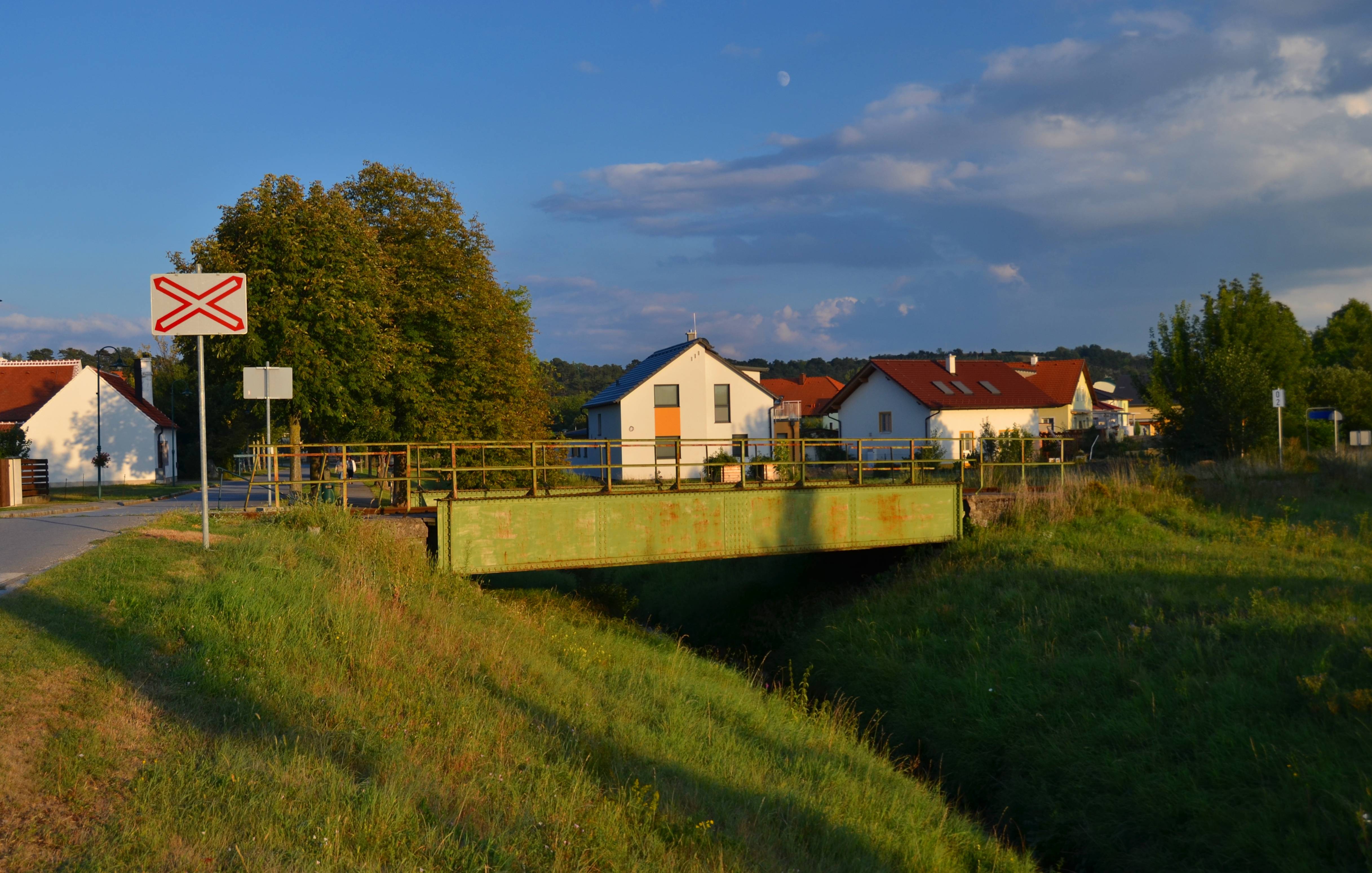

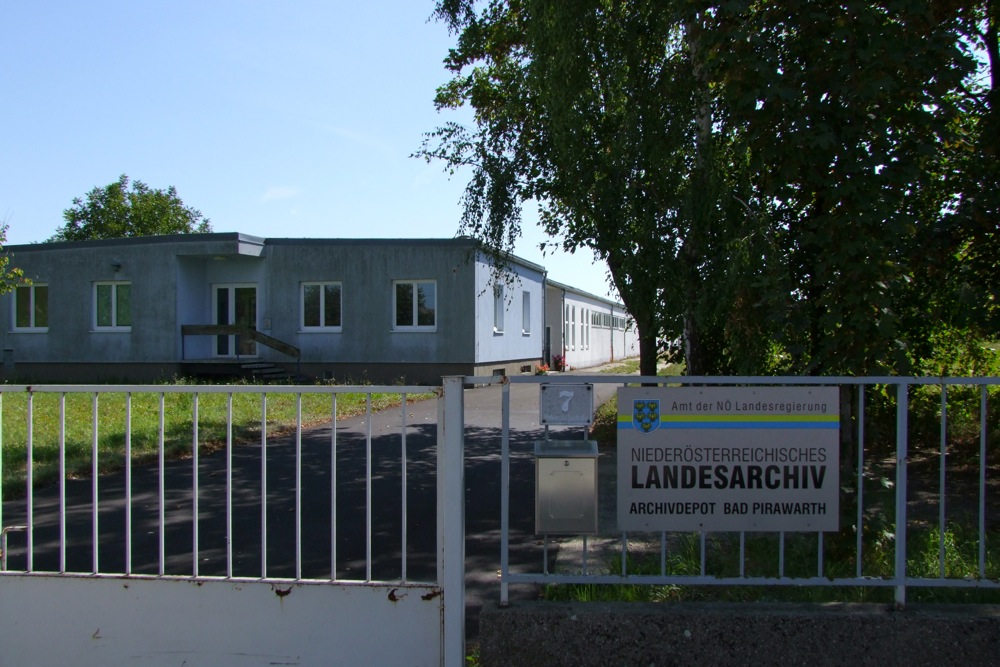

Bad Pirawarth je městys v okrese Gänserndorf v Dolních Rakousích. K městysi náleží také katastrální území Kollnbrunn, které je poloviční než vlastní Bad Pirawarth.

## Historie

### Vývoj počtu obyvatel
V roce 1971 žilo zde 1460 obyvatel, roku 1981 1371, 1991 měl městys 1522 a při sčítání obyvatelstva v roce 2001 zde žilo 1541 obyvatel.

## Geografie
Bad Pirawarth - Kollnbrunn leží ve Weinviertelu v Dolních Rakousích v údolí potoka Weidenbach, vedlejší přítok řeky Moravy. Okresní město Gänserndorf je vzdáleno 18 km.
Plocha území městyse je 25,42 kilometrů čtverečních a 16,92 % plochy je zalesněno.

## Politika
Starostou městyse je Kurt Jantschitsch, vedoucí úřadu je Andrea Grames.
Při obecních volbách 6. března 2005 byla zvolena obecní rada: (ÖVP) 11, (SPÖ) 8 mandátů.

## Kultura a pamětihodnosti
Radnice stojí uprostřed parku pojmenovaném po sochaři Hansi Kneslovi „Prof. Knesl-Park“.

## Sport
Zdejší fotbalový spolek „SV Bad Pirawarth“ existuje od roku 1952 a hraje od roku 2005 v soutěži „sever/severozápad“.

## Hospodářství
Nezemědělských pracovních míst bylo v roce 2001 51 a zemědělských a lesnických bylo v roce 1999 102. Počet výdělečně činných v bydlišti činil v roce 2001 747, v procentech 49,38 %.
Bad Pirawarth je lázeňské místo. Za připomenutí stojí léčení a rehabilitace pro neurologii a ortopedii.

## Doprava
Bad Pirawarth je dostupný veřejnou dopravou (vlakem) po dnešní Weinviertel Landesbahn, dříve Stammersdorfer Lokalbahn.

## Osobnosti
- Hans Knesl (1905–1971), sochař